# واداکاهامادا
واداکاهامادا (به لاتین: Wadakahamada) یک منطقهٔ مسکونی در سری‌لانکا است که در استان مرکزی (سری‌لانکا) واقع شده‌است.